# Накваша
Наква́ша — село в Україні, у Підкамінській селищній об'єднаній територіальній громаді Золочівського району Львівської області. Населення становить 505 осіб.

## Назва
В одному із записів, від 1528 року йдеться про «…село Наріччя, по іншому Накваша»[джерело?]. Тобто, у той час село мало давню історію і вже, навіть, встигло змінити назву… А сучасна назва «Накваша», скоріш за все, походить від мішанини українських і латинських слів «на» та «aqua»-«вода». Тобто, «(Село) на воді», «(Село) на річці».[неавторитетне джерело].

## Історія
Перша писемна згадка про Наквашу датується 1515 роком. У 1552 році село було частиною Золочівського масиву земель і належало родині Гурків.
У другій половині ХІХ — першій половині XX століття наквашани виготовляли гарні кольорові коци, а також займалися ткацтвом та шевством.
У 1885 році місцева громада нараховувала 1299 осіб (разом із мешканцями сучасних Лукашів та Микитів), з них за віровизнанням: 820 — греко-католики (українці), 460 — римо-католики (поляки), 19 — юдеї. Напередодні першої світової війни в селі мешкало 1486 осіб, з них 1125 — українці, 343 — поляки та 18 — юдеї. На початку травня 1885 року відбулося урочисте освячення читальні товариства «Просвіта».
Лихоліття XX століття не оминули Наквашу. Через село прокотились фронти першої світової та польсько-української воєн, а також друга світова війна, забрала життя понад 50 місцевих мешканців. На вшанування пам'яті наквашан, полеглих у Другій світовій війні в центрі села відкритий пам’ятний знак. 
За радянських часів був створений колгосп імені Жданова з центральною садибою (конторою) у Накваші, основним напрямком діяльності господарства було рільництво.

## Населення

### Мова
Розподіл населення за рідною мовою за даними перепису 2001 року:
| Мова       | Відсоток |
| ---------- | -------- |
| українська | 100%     |

## Пам'ятки
- Дерев'яна церква Святого Юрія в селі Накваша збудована та освячена у 1795 році на честь святого Юрія (Георгія) єпископом Петром Білянським. Первісно церква була тридільна, дерев'яна, одноверха. Пізніше були добудовані дерев'яні бокові рамена, що перетворило будівлю у хрещату. 1905 року до старого бабинця стараннями о. Глібовицького добудовано чотири цегляних приміщення, які заповнили кути просторового хреста та мурований присінок. До 1939 року покровителькою церкви була Савина Ясєнська, землевласниця з Підкаменя. На південний схід від церкви збереглася дерев'яна двоярусна дзвіниця з 1822 року, накрита наметовим дахом. Від 1990 року церква має статус пам'ятки архітектури місцевого значення під № 1558-м та перебуває в користуванні громади УГКЦ[10]. За переказами, поблизу церкви на місці братських могил, що збереглися з часів татарського нападу 1675 року, стоять старовинні хрести[6].
- Замок Цетнерів був збудований у першій половині XVII століття родиною тодішніх власників села Цетнерів для захисту місцевого населення від татарських набігів. В пам'ять про жертви тих часів у північно-західній околиці села 1906 року споруджено кам'яний пам'ятник з старовинним хрестом нагорі та написом: «Пам'яти в XIII—XVII вв. побитих і полонених татарами на могилах і полях накваських предкам своїм посвящают вдячні наквашанє. 1906…»[6]. Замок розташовувався неподалік будівлі колишнього дитячого садочка й до наших днів не зберігся.

### Школа
У 1859 році в селі була заснована однокласова школа з руською (українською) мовою викладання.

## Відомі люди

### Народилися
- Митрофан Бутинський — архієрей Української Православної Церкви Київського Патріархату, єпископ Харківський та Богодухівський.
- Бучковський Леопольд — відомий польський письменник, художник, різьбяр.
- Бучковський Маріан — відомий польський письменник, перекладач, публіцист. Брат Леопольда Бучковського.
- Дяків Петро (1879 — близько 1916) — український театральний художник.
- Романич Іван (псевдо «Дезертир») — вояк УПА у складі сотні «Свободи».
- Федорук Юрій (псевдо «Лемко») — визначний член ОУН, виховник молоді, організаційний референт крайового проводу Юнацтва Західно-українських земель (ЗУЗ), провідник Генеральної Округи ОУН на ОіСУЗ.